# Tatort: Spuk aus der Eiszeit
Spuk aus der Eiszeit ist ein Fernsehfilm aus der Kriminalreihe Tatort der ARD und des ORF. Der Film wurde vom Norddeutschen Rundfunk produziert und am 10. Juli 1988 erstmals ausgestrahlt. Es handelt sich um die Tatort-Folge 207. Für den Kriminalhauptkommissar Paul Stoever (Manfred Krug) ist es der 8. und für seinen Kollegen Peter Brockmöller (Charles Brauer) der 5. Fall, in dem sie ermitteln.

## Handlung
Der Rentner Hartmut Menkhaus ist in Hamburg an den Landungsbrücken zu Fuß unterwegs. Plötzlich erkennt er für Sekunden eine Stimme wieder, die in seiner Erinnerung unvergesslich geblieben ist. Doch er kennt nicht den Namen des Mannes, der daran schuld ist, dass er elf Jahre in einem DDR-Gefängnis zubringen musste. Um den Namen nach all den Jahren herauszufinden, sucht er Astrid Nicolay auf, von der Menkhaus weiß, dass sie diesen Mann kennt. Doch sie schweigt, obwohl sie genau weiß, dass er Martin Scholko meint.
Mit dem Wissen, dass Scholko wieder aufgetaucht ist, fordert sie Schweigegeld von ihrem ehemaligen Chef Peter Kurbis. Außerdem hat sie einen verfänglichen Lieferschein des Transportunternehmens aufbewahrt, für das sie jahrelang unter Kurbis' Leitung gearbeitet hatte. Widerwillig zahlt er ihr eine vierstellige Summe, begibt sich aber umgehend zu Scholko in Neustadt in Holstein, zu dem er selbst all die Jahre Kontakt hatte. Er beauftragt ihn, den Lieferschein zu besorgen. Daraufhin fährt dieser zu Astrid Nicolay und stellt sie zur Rede.
Am nächsten Tag wird Astrid Nicolay erwürgt in ihrer Wohnung aufgefunden. Stoever und Brockmöller ermitteln den Fall. Die Nachbarin weiß von einer Spionageaffäre, in die ihre Nachbarin vor Jahren verwickelt gewesen sei. Stoever recherchiert und findet heraus, dass Astrid Nicolay 1973 an der Verschleppung von Hartmut Menkhaus beteiligt gewesen sein soll. Dieser hatte zu dem Zeitpunkt mit vertraulichen Informationen gehandelt und wurde deshalb von der DDR ausgeschaltet. Nachdem er zurück nach Hamburg gekommen war, hatte er erfolglos versucht, Astrid Nicolay zu verklagen. Somit wäre für die Ermittler späte Rache ein mögliches Motiv. Hartmut Menkhaus wird befragt, und die Ermittler erkennen, dass der schmächtige Rentner kaum in der Lage ist, jemanden zu erwürgen. Er erklärt, dass er mit dem Opfer früher gut bekannt war, was sie dann ausgenutzt habe, um ihn in ihre Wohnung zu locken. Dort habe sie ihm ein Betäubungsmittel verabreicht und ihn dann zusammen mit einem Helfer, von dem er nur die Stimme habe hören können, auf einen LKW verbracht.
Stoever und Brockmöller befragen auch den Spediteur Kurbis, der noch immer leugnet, mit der angeblichen Verschleppung etwas zu tun gehabt zu haben. Seltsamerweise hatte seine Firma nach der Entführung auffällig viele neue Aufträge aus der DDR erhalten. Erstaunlicherweise setzt er eine Belohnung für die Ergreifung des Mörders von Astrid Nicolay aus.
Am nächsten Tag trifft sich Kurbis mit Scholko, der befürchtet, von Menkhaus erkannt zu werden. Zusätzlich erpresst er Kurbis und fordert Schweigegeld. Aus Angst, gefunden zu werden, hält sich Scholko versteckt. Trotzdem gelingt es Meyer Zwo, ihn festzunehmen.
Brockmöller findet unterdessen eine Spur zu Falko Kurbis, dem Sohn des Spediteurs. Dieser Sohn gibt an, dass er sich mit Astrid Nicolay getroffen hatte, nachdem sie nicht nur seinen Vater, sondern auch ihn erpresst hatte. Sie wollte die Affäre wieder aufleben lassen und damit wäre seine Mutter, die auch an der Verschleppung beteiligt gewesen war, in die Öffentlichkeit geraten. Davor wollte er sie schützen und habe deshalb Astrid Nicolay zum Schweigen gebracht.
Zu Menkhaus’ Befriedigung nennt Stoever ihm endlich den Namen seines großen Unbekannten. Doch als er Scholko nach so vielen Jahren gegenübersteht und der ihn auch noch verhöhnt, erleidet er einen Kollaps und sinkt tot zu Boden.

## Hintergrund
Spuk aus der Eiszeit wurde vom Norddeutschen Rundfunk in Zusammenarbeit mit der Studio Hamburg Filmproduktion hergestellt.
Autor Erich Loest, der 1981 aus der DDR in die Bundesrepublik übergesiedelt ist, verarbeitete in Spuk aus der Eiszeit einen Teil seiner eigenen Vergangenheit. Der Hauptperson des Fernsehfilms, Hartmut Menkhaus, hat Erich Loest ein Stück seiner eigenen Identität gegeben, da er selber einige Jahre als politischer Gefangener im Zuchthaus Bautzen in Einzelhaft verbringen musste. Um diese Hauptrolle für seine Vorstellung richtig zu besetzen, hatte Loest bei der Besetzung ein Mitspracherecht erhalten.
Die Redaktion zu dieser Tatort-Folge lag bei Matthias Esche.

## Kritik
Die Kritiker der Fernsehzeitschrift TV Spielfilm meinten, Spuk aus der Eiszeit sei „deutsch-deutsche Historie in Krimiform.“